# Liga ACB 2025-26
La temporada 2025-26 de la Liga ACB será la 43.ª temporada de la liga española de clubes de baloncesto de la era ACB. La temporada regular comenzará el 28 de septiembre de 2025 y finalizará el 30 de mayo de 2026.

## Equipos participantes
| Equipo                 | Ciudad                     | Pabellón                  | Aforo  |
| ---------------------- | -------------------------- | ------------------------- | ------ |
| Barça                  | Barcelona                  | Palau Blaugrana           | 7,586  |
| Baskonia               | Vitoria                    | Buesa Arena               | 15,504 |
| Bàsquet Girona         | Gerona                     | Fontajau                  | 5,500  |
| Baxi Manresa           | Manresa                    | Nou Congost               | 5,000  |
| Casademont Zaragoza    | Zaragoza                   | Pabellón Príncipe Felipe  | 10,744 |
| Coviran Granada        | Granada                    | Palacio de Deportes       | 7,700  |
| Dreamland Gran Canaria | Las Palmas                 | Gran Canaria Arena        | 9,870  |
| Hiopos Lleida          | Lérida                     | Espai Fruita Barris Nord  | 6,100  |
| Joventut Badalona      | Badalona                   | Palau Municipal d'Esports | 12,760 |
| La Laguna Tenerife     | San Cristóbal de La Laguna | Santiago Martín           | 5,100  |
| MoraBanc Andorra       | Andorra la Vieja           | Pavelló Toni Martí        | 5,001  |
| Real Madrid            | Madrid                     | Movistar Arena            | 13,109 |
| Río Breogán            | Lugo                       | Pazo dos Deportes         | 5,310  |
| Silbö San Pablo Burgos | Burgos                     | Coliseum Burgos           | 9,000  |
| Surne Bilbao Basket    | Bilbao                     | Bilbao Arena              | 10,014 |
| UCAM Murcia            | Murcia                     | Palacio de Deportes       | 7,454  |
| Unicaja                | Málaga                     | Martín Carpena            | 10,699 |
| Valencia Basket        | Valencia                   | Roig Arena                | 15,600 |

### Cambios de entrenadores
| Equipo              | Entrenador         | Tipo               | Salida              | Posición     | Entrenador      | Entrada             |
| ------------------- | ------------------ | ------------------ | ------------------- | ------------ | --------------- | ------------------- |
| Covirán Granada     | Pablo Pin          | Fin de contrato    | 12 de junio de 2025 | Pretemporada | Ramón Díaz      | 21 de junio de 2025 |
| Real Madrid         | Chus Mateo         | Despedido          | 3 de julio de 2025  | Pretemporada | Sergio Scariolo | 3 de julio de 2025  |
| Casademont Zaragoza | Rodrigo San Miguel | Fin de interinidad | 11 de julio de 2025 | Pretemporada | Jesús Ramírez   | 11 de julio de 2025 |